# بيري وليامز (لاعب كرة قدم أمريكية)
بيري وليامز (بالإنجليزية: Perry Williams)‏ هو لاعب كرة قدم أمريكية أمريكي، ولد في 11 ديسمبر 1946 في سينسيناتي في الولايات المتحدة.

## وصلات خارجية
- بيري وليامز على موقع مرجع كرة القدم المحترفة.كوم (الإنجليزية)
- بيري وليامز على موقع كلية كرة القدم في سبورتس رفرنس.كوم (الإنجليزية)